# Avituallar

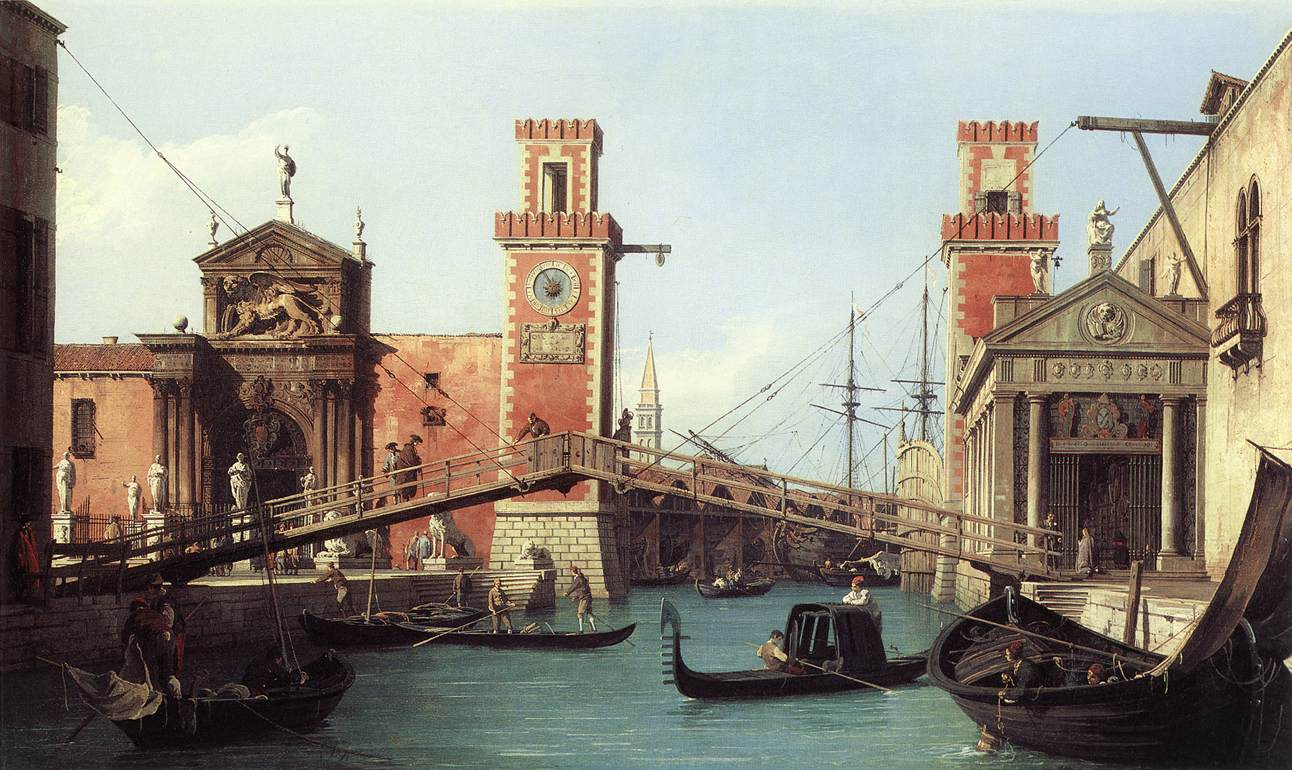
Vista de la entrada del Arsenal de Venecia, de Canaletto, 1732

Avituallar o armar un barco, una barca o cualquier embarcación significa equiparla con todos los materiales necesarios y la tripulación necesaria para navegar. Además de la jarcia (palos, velas y cordamos) el armamento debe incluir agua y víveres y, eventualmente, armas (cañones, armas ofensivas y armas defensivas).
Armar embarcaciones pequeñas sin prisa puede realizarse sin grandes instalaciones. Por el contrario, la preparación de una armada de guerra o una bandada mercante con urgencia necesita de forma casi imprescindible de un arsenal o unos astilleros .
Las diversas formas de armar un barco (de guerra, corsario, mercante, de pesca o de ocio) dieron paso a la figura del armador .

## Arsenales y astilleros
Hay muchos lugares importantes y famosos donde se construían y armaban barcos, especialmente los destinados a mantener bandadas militares. Sólo hay que recordar el arsenal del Pireo, el de Cartago, los astilleros de Tortosa, el arsenal de Venecia, los astilleros de Barcelona, los de Valencia, los de Mallorca...y muchos otros.
En todos los casos había edificios, cerrados con cerradura y llave y con guardia armada, para guardar el material necesario: gúmenes, poleas, anclas, árboles (palos), antenas, velas, barcas auxiliares, timones, remos, bombardas, corazas, paveses, ballestas, pasadores, . . . En el caso de los astilleros de Barcelona hay muchos documentos (inventarios en particular) que recogen la variedad de artículos necesarios para armar un barco.

## Documentos
- 1283. Ramon Muntaner habla muchas veces del hecho de armar galeras y otros barcos.[5]

 E com vench l'endemà, lo senyor rey se feu venir l'almirall, e dix-li: Almirall, tantost armats XXV galees e armats-les axí que cascuna haja un còmit cathalà e altre llatí,...”
Crònica de Ramon Muntaner. Capítol LXXVI.

- 1378. Privilegio de Pedro el Ceremonioso en la ciudad de Barcelona para armar una galera (“la galea de la limosna”) con donaciones voluntarias para defensa de las aguas de Barcelona contra piratas y corsarios.[6]
- 1406. Galera armada por Mateu Cardona.[7]
- 1462. Roger, conde de Pallars, pide una galera para armarla.[8]